# Lupulina (Bulbophyllum)
Lupulina es una sección del género Bulbophyllum perteneciente a la familia de las orquídeas.
Se caracterizan por ser las plantas robustas con 1 a 2 pseudobulbos con hoja ancha que florece en una inflorescencia de muchas flores que no es sinuosa donde las flores tienen sépalos libres, un labio ciliado a rara vez papilado. La especie tipo es: Bulbophyllum occultum.

## Especies
1. Bulbophyllum ballii P.J.Cribb 1977
2. Bulbophyllum barbigerum Lindley 1837 - Costa de Marfil, Sierra Leona, Liberia, Nigeria, Gabón, Camerún, República Centroafricana, Congo y Zaire.
3. Bulbophyllum bicoloratum Schltr. 1924 Madagascar
4. Bulbophyllum cochleatum Lindl. 1862 Guinea, Costa de Marfil, Liberia, Nigeria, Sierra Leona, Gabón, Ruanda, Zaire, Sudán, Kenia, Tanzania, Uganda, Malawi y Zambia.
5. Bulbophyllum elliottii Rolfe 1891 Burundia, Zaire, Tanzania, Malawi, Zambia, Zimbabue, Sudáfrica y Madagascar
6. Bulbophyllum erectum Thouars 1822 Madagascar.
7. Bulbophyllum luteobracteatum Jum. & H.Perrier 1912
8. Bulbophyllum occultum Thouars 1822 Madagascar
9. Bulbophyllum ptiloglossum H.Wendl. & Kraenzl. 1897 Madagascar
10. Bulbophyllum rubrum Jum. & H.Perrier 1912 Madagascar
11. Bulbophyllum saltatorium Lindl. 1837 Ghana, Costa de Marfil, Liberia, Nigeria, Sierra Leona, Camerún, Congo, Guinea Ecuatorial, Gabón, Islas del golfo de Guinea, República Centroafricana, Zaire, Ruanda, Angola y Uganda.
12. Bulbophyllum sambiranense Jum. & H.Perrier 1912 Madagascar.
13. Bulbophyllum schinzianum Kraenzl. ex De Wild. & T. Durand 1862 Ghana, Costa de Marfil, Nigeria, Camerún, Gabón y Zaire.
14. Bulbophyllum subligaculiferum J.J.Verm. 1987 Gabón
15. Bulbophyllum tremulum Wight 1844-53 India
16. Bulbophyllum vulcanicum Kraenzl. 1914Burundi, Ruanda, Zaire y Uganda.